# Bende Róbert
Bende Róbert (Gyula, 1971 – ) keramikus, festő, tanár, 2010 és 2014 között Sarkad város független polgármestere.

## Pályafutása
Az egri Eszterházy Károly Tanárképző Főiskolán szerzett diplomát, ahol jeles festőművészek: Földi Péter és Nagy B. István voltak a mesterei. Jelenleg a Petőfi Utcai  Általános Iskola rajztanára Békéscsabán, ahol az iskola galériáját vezeti, kiállításokat szervez.
A művészet minden ága vonzza. Gyermekkora óta zenél és fest. A szobrászkodásban Szőke Sándor és Mladonyiczky Béla volt a mestere. A főiskolai évei alatt megismerkedett a népi kerámiakészítéssel is. Egyedi kerámiákat, urnákat készít.

## Kiállításai
- 1993 – Bartók Béla Művelődési Központ, Sarkad
- 1994 – Amatőr Művészek Országos Kiállítása, Orosháza
- 1994 – Bocskai Galéria, Budapest
- 1994 – Városi Könyvtár, Gyöngyös
- 1995 – Szemere Bertalan Szakközépiskola, Miskolc
- 1998 – Sarkad, Városi Képtár
- 2005 – Sarkad, Városi Képtár
- 2006 – Niestetal, Németország
- 2006 – Kóka Ferenc Alapítvány, Budapest
- 2006 Városi képtár, Sarkad
- 2007 Niestetal - Kassel, Németország EUARCA
- 2007 15. Csuta Nemzetközi Művésztelep - Jankai Galéria, Békéscsaba
- 2008 Mezőberény
- 2008 Békés, Békés Galéria